# 40e division d'infanterie (États-Unis)
Pour les articles homonymes, voir 40e division.
La 40e division d'infanterie des États-Unis  est une division de l'armée américaine créée en 1917.

## Seconde Guerre mondiale
La 40e division d'infanterie est activée pour la Seconde Guerre mondiale le 3 mars 1941. Elle est alors une division de l'Army National Guard. En février 1942, la 40e division d'infanterie est réorganisée d'un format en deux brigades et quatre régiments à un format en trois régiments sans brigades. De ce fait, les 79e et 80e brigades sont désactivées.
Elle quitte le sol américain le 20 août 1942. La première destination de la division est l'archipel d'Hawaï qu'elle doit protéger contre une éventuelle invasion. Elle y poursuit aussi son entraînement. En juillet 1943, elle est concentrée sur Oahu et relève la 24e division d'infanterie pour la défense du secteur nord. Elle est à son tour relevée en octobre 1943 pour débuter une période d'intense entraînement aux assauts amphibies et au combat dans la jungle. Le 20 décembre, les premières unités embarquent pour Guadalcanal et, à la mi-janvier 1944, la division est prête pour être engagée au combat. Le 24 avril 1944, elle quitte Guadalcanal pour la Nouvelle-Bretagne. Elle prend alors position à Talasea], sur le rivage septentrional de l'île, à Arawe au sud et près de la pointe occidentale. Elle élimine les poches de résistance adverse par des actions de patrouille sans bataille importante. En revanche, les précipitations et la boue sont des problèmes constants.
La division est relevée le 27 novembre 1944 par la 5e division australienne. Elle se prépare alors pour débarquer à Luçon où elle est envoyée le 9 décembre 1944 à Lingayen. Elle s'empare de l'aéroport de la ville et occupe la péninsule de Bolinao avant de progresser vers Manille, combattant durement dans la région du fort Stotsenburg et des collines de Bambam. L'unité quitte Luçon le 15 mars 1945 et débarque sur l'île de Panay le 18 où elle élimine la résistance japonaise en dix jours, prenant les terrains d'aviation de Santa Barbara et Mandurriao. Le 29 mars, elle débarque à Pulupandan, dans la province de Negros occidental, s'emparant de Bacolod et avançant vers Talisay qu'elle prend le 2 avril. Après avoir éliminé la résistance ennemie sur l'île de Negros, elle revient à Panay en juin et juillet 1945 avant de partir pour la Corée y exercer des missions d'occupation, après la capitulation japonaise le 2 septembre.
Elle revient sur le sol américain le 7 avril 1946.